# Kvon Risze
Kvon Risze (Kwon Ri-se) (hangul: 권리세, handzsa (hanja): 權梨世; Fukusima, 1991. augusztus 16. – Szuvon (Suwon), 2014. szeptember 7.) művésznevén RiSe dél-koreai énekesnő, a Ladies' Code lányegyüttes tagja volt. Mielőtt az együttes tagja lett, részt vett a Miss Korea 2009-en, és megkoronázták, mint "Miss Korea Japan Jin"-t. Fukusimában született, japánul és koreaiul is folyékonyan beszélt.

## Élete
Japánban született, zainicsik negyedik generációjába. Tanulmányait a fukusimai Korea Junior High School-ban (福島朝鮮初中級学校), és a Tokyo Korean School-ban (東京韓国学校) végezte, majd a Seikei University-n, gazdasági és üzleti adminisztráción folytatta. Mielőtt a Ladies' Code-hoz csatlakozott, Kvon (Kwon) modellként tevékenykedett.
2011-ben, Kwon szerepelt az MBC valóságshowjában, a We Got Married harmadik évadában, ahol egy korábbi tehetségkutató műsor szereplőjével, David Oh-val állították párba. Még ebben az évben forgattak egy LG reklámot kettejük szereplésével.
2013-ban Kvon (Kwon) leszerződött a Polaris Entertainment-hez, ahol zenei karriert kezdett. Egy interjúban a cég képviselői elárulták, hogy egy lányegyüttes tagjaként készül debütálásra.

## Pályafutása
2013. február 24-én egy teaser videó jelent meg Kvon (Kwon)ról a Polaris Entertainment hivatalos YouTube csatornáján. Teaser videók sorozata után 2013. március 7-én debütált az együttes, a Code#1 Bad Girl minialbummal, ami másnap került az online boltok polcaira.

### 2014: a Ladies' Code autóbalesete
2014. szeptember 3-án a Ladies' Code tagjai a Jongdong (Yeongdong) autópályán Tegu (Daegu)ból Szöul felé utaztak, amikor Singal-tong közelében a  járművük egy védőfalnak csapódott. EunB belehalt sérüléseibe, meg nem erősített információk szerint a sofőr szintén elhunyt. RiSe és Sojung súlyos sérüléseket szereztek. Ashley, Zuny, és két további stylist könnyebb sérülésekkel úszta meg a balesetet.
A Polaris Entertainment hivatalos közleményében azt állította, hogy a csoport Tegu (Daegu) városából Szöul felé tartott, amikor helyi idő szerint hajnali fél 2-kor, Szuvon (Suwon) közelében „a kisbusz kieső hátsó kereke, és az időjárás miatt síkos úton” a jármű többször is megcsúszott, és egy védőfalnak csapódott.
Kvon Risze (Kwon Ri-se) kómába esett, és 4 nappal később, a Polaris Entertainment bejelentése alapján, 2014. szeptember 7-én helyi idő szerint délelőtt 10 óra 10 perckor „a Mennyországba távozott”.